# Celyphus planitarsalis
Celyphus planitarsalis är en tvåvingeart som beskrevs av Shi 1999. Celyphus planitarsalis ingår i släktet Celyphus och familjen Celyphidae. Inga underarter finns listade i Catalogue of Life.